# Chávez Ravine
Chávez Ravine är ett album av Ry Cooder, utgivet 2005. Det är ett konceptalbum om det mexikansk-amerikanska området Chávez Ravine i Los Angeles som på 1950-talet revs och gav plats åt basebollarenan Dodger Stadium.
Chávez Ravine var Cooders första soloalbum sedan 1987 års Get Rhythm. Det tog tre år att färdigställa och hade sin bakgrund i en förfrågan om att göra musik till en dokumentärfilm baserad på boken Chávez Ravine, 1949: A Los Angeles Story av fotografen Don Normark. Albumet är det första i en trilogi med Kalifornien som tema i vilken också ingår My Name Is Buddy (2007) och I, Flathead (2008).
Albumet nominerades till en Grammy i kategorin bästa samtida folkmusikalbum.

## Låtlista
1. "Poor Man's Shangri-La" (Gene Aguilera/Ry Cooder/William Garcia) - 5:30
2. "Onda Callejera" (William Garcia/David Hidalgo) - 3:54
3. "Don't Call Me Red" (Ry Cooder) - 5:01
4. "Corrido de Boxeo" (Lalo Guerrero) - 3:24
5. "Muy Fifí" (Juliette Commagere/Joachim Cooder/William Garcia) - 4:06
6. "Los Chucos Suaves" (Lalo Guerrero) - 3:11
7. "Chinito Chinito" (Diaz/Elena Felguérez) - 4:53
8. "3 Cool Cats" (Jerry Leiber/Mike Stoller) - 3:00
9. "El U.F.O. Cayó" (Juliette Commagere/Ry Cooder/Joachim Cooder/Jared Smith) - 8:25
10. "It's Just Work For Me" (Ry Cooder) - 5:59
11. "In My Town" (Ry Cooder) - 5:43
12. "Ejercito Militar" (Rita Arvizu) - 3:19
13. "Barrio Viejo" (Lalo Guerrero) - 4:45
14. "3rd Base, Dodger Stadium" (Ry Cooder/William Garcia/Joe Kevany) - 5:45
15. "Soy Luz Y Sombra" (Ry Cooder/Joachim Cooder/William Garcia) - 3:15

## Medverkande
- Ry Cooder - sång, gitarr, orgel, tres, bajo sexto, laud
- Ersi Arvizu - sång
- Rosella Arvizu - sång
- Gil Bernal - tenorsaxofon
- Mick Bolger - orgel, trumpet, trombon
- Carla Commagere - sång
- Juliette Commagere - sång
- Joachim Cooder - percussion, trummor, timbales
- Mike Elizondo - bas
- Little Willie G. - sång
- Jacob Garcia - sång
- Michael Guerra - sång
- Lalo Guerrero - gitarr, sång
- Jon Hassell - trumpet
- David Hidalgo - gitarr
- Flaco Jiménez - dragspel
- Ledward Kaapana - gitarr
- Jim Keltner - bongos, trummor
- James Bla Pahinui - gitarr, ukulele, sång
- Joe Rotondi, Jr. - piano
- Rudy Salas - sång
- Jacky Terrasson - piano
- Don Tosti - sång
- Chucho Valdés - piano